# Bulbul barbat pitestriat
El bulbul barbat pitestriat (Criniger barbatus) és una espècie d'ocell de la família dels picnonòtids (Pycnonotidae). Es troba a l'Àfrica occidental. Els seus hàbitats principals són els boscos tropicals i subtropicals de frondoses humits de les terres baixes, els boscos de pantans i la sabana seca. El seu estat de conservació es considera de risc mínim.